# ORWO

ORWO:s logo.

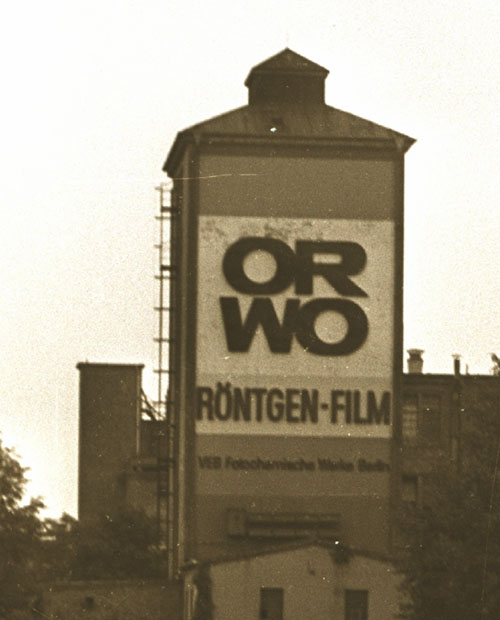
VEB Fotochemische Werke Berlin i Köpenick gör reklam för ORWO-Röntgenfilm 1978.

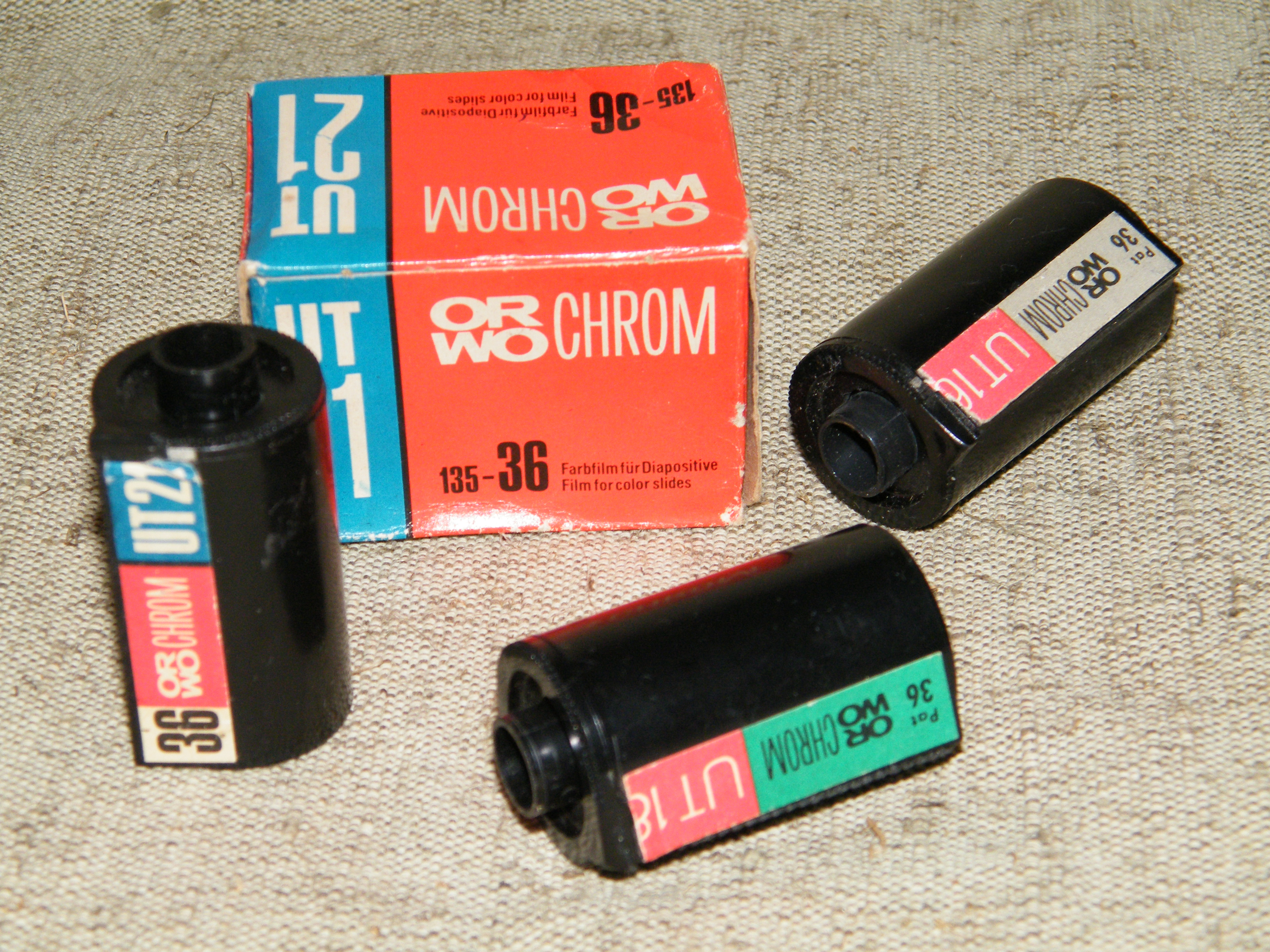
Olika filmer av fabrikat ORWO.

ORWO, förkortning för Original Wolfen, var en östtysk tillverkare av kameror och filmutrustning i Wolfen. Förutom film för kameror tillverkade man även film för biograffilm, filmkonst och röntgen. Det östtyska företaget är sprunget ur den Agfafabrik, Filmfabrik Wolfen, där den negativa färgfilmen Agfacolor utvecklades 1932–1936.

## Historia

### Filmfabrik Wolfen
Agfa startade Filmfabrik Wolfen för produktion av film i Wolfen 1909. Från 1925 var fabriken en del av IG Farben. 1929 blev Wolfenfabriken huvudavdelning inom koncerndelen och därmed ansvarigt för Agfa Kamerawerk München, Fotopapierwerk Leverkusen och fabrikerna i Wolfen, Premnitz och Landsberg/Warthe. I Wolfen uppfanns den negativa färgfilmen (Agfacolor/Agfacolor Neu) 1936. Detta var den första moderna färgfilmen som arbetade med tre färgskikt (blå, grön och röd). Metoden utvecklades av Gustav Wilmanns och Wilhelm Schneider. Patentet och företagshemligheter beslagtogs 1945 av amerikanska trupper och gavs till den amerikanska koncernen Kodak. Senare tog sovjetisk personal över ledningen av fabriken som även till stora delar demonterades för att skapa en sovjetisk fototillverkning i Ukraina.

### Östtyska Agfa blir Orwo
1953 blev företaget östtyska Agfa ett statligt ägt företag, ett folkägt företag, i DDR under namnet VEB Film- und Chemiefaserwerk Agfa Wolfen. Det statliga företaget fick ensamrätt att sälja film i Östtyskland. Agfa i Västtyskland förlorade delvis kontrollen över produktionen och det fanns två skilda Agfa-företag, ett i väst och ett i öst. Under en period samarbetade företagen då Agfa i Leverkusen inte hade hela sortimentet utan fick leveranser från Wolfen. En överenskommelse gjorde också att världsmarknaden delades upp, bland annat skulle västtyska Agfa inte sälja sina produkter i Östblocket och östtyska Agfa inte i Västeuropa. När Agfa i väst byggt ut sitt sortiment fanns ett mindre intresse av samarbetet. 1963 valde DDR att säga upp samarbetet. Namnet ORWO togs 1964 sedan den östtyska delen av Agfa inte längre fick använda sig av varumärket Agfa. 
Efter att man tagit det egna namnet Orwo startade man en omfattande reklamkampanj för att etablera det egna varumärket på världsmarknaden. Omfattande kampanjer riktades mot Brasilien, Egypten och Indien. Orwo kom att bli en stor leverantör av film till den indiska Bollywood-industrin. Indien och Östtyskland skrev även handelsavtal vilket innebar en stor byteshandel där film byttes mot kaffe och te men även djurben som användes som råvara för tillverkning av gelatin. Orwo försökte även en lansering i Hollywood men misslyckades, ett problem var strafftullar.
1970 följde grundandet av ett kombinat inom ramen för den östtyska planekonomin där Orwo i Wolfen blev huvudfirma. I kombinatet ingick vid starten Fotopapierwerke Dresden, Fotopapierwerke Wernigerode, Gelatinewerke Calbe, Fotochemische Werke Berlin och Lichtpausenwerk Berlin. Förutom film för kameror tillverkade man film för biograffilm, filmkonst och röntgen. Orwo var känt för sin stora andel kvinnor bland de anställda och gavs utåt rollen som en föregångare inom det östtyska industrin.
Under 1980-talet började man uppmärksamma de stora miljöproblemen som tillverkningen orsakade. Wolfen är en del av den så kallade mellantyska kemitriangeln, Mitteldeutsches Chemiedreieck, i Sachsen-Anhalt med Bitterfeld som närmaste granne. Miljöaktivister men även företagsläkare och Stasi uppmärksamma de omfattande utsläppen av farliga ämnen. Bland annat barn drabbades av bronkit och tester började genomföras på de anställda för att se effekterna av det farliga arbetet.

### Stagnation och privatisering
Företaget kom efterhand att förlora sin position på grund av att man inte hängde med i teknikutvecklingen och även i produktionstekniken låg man efter. Fabriken i Wolfen var föråldrad och förfallen. 1990 upphörde kombinatet att existera och ombildades till Filmfabrik Wolfen AG med Treuhandanstalt som huvudman. Under 1990-talet följde drastiska och omfattande omstruktureringar: Nästan alla av de 14 000 anställda fick lämna bolaget. Ett försök att lansera en ny modern färgfilm, QRS 100, misslyckades. 1992 delades företaget upp i Wolfener Vermögensverwaltungsgesellschaft AG och Filmfabrik Wolfen GmbH. Privatiseringen misslyckades, och 1994 gick företaget i konkurs då man inte kunde konkurrera med andra filmtillverkare. 
Idag finns företaget Orwo Net AG med huvudkontor i Wolfen.. Idag finns företaget Orwo FilmoTec GmbH med huvudkontor i Wolfen. I Berlin använder sig musikscenen och klubbarrangören ORWO-Haus, inrymt i en tidigare ORWO-fabrik, av företagets logotyp.

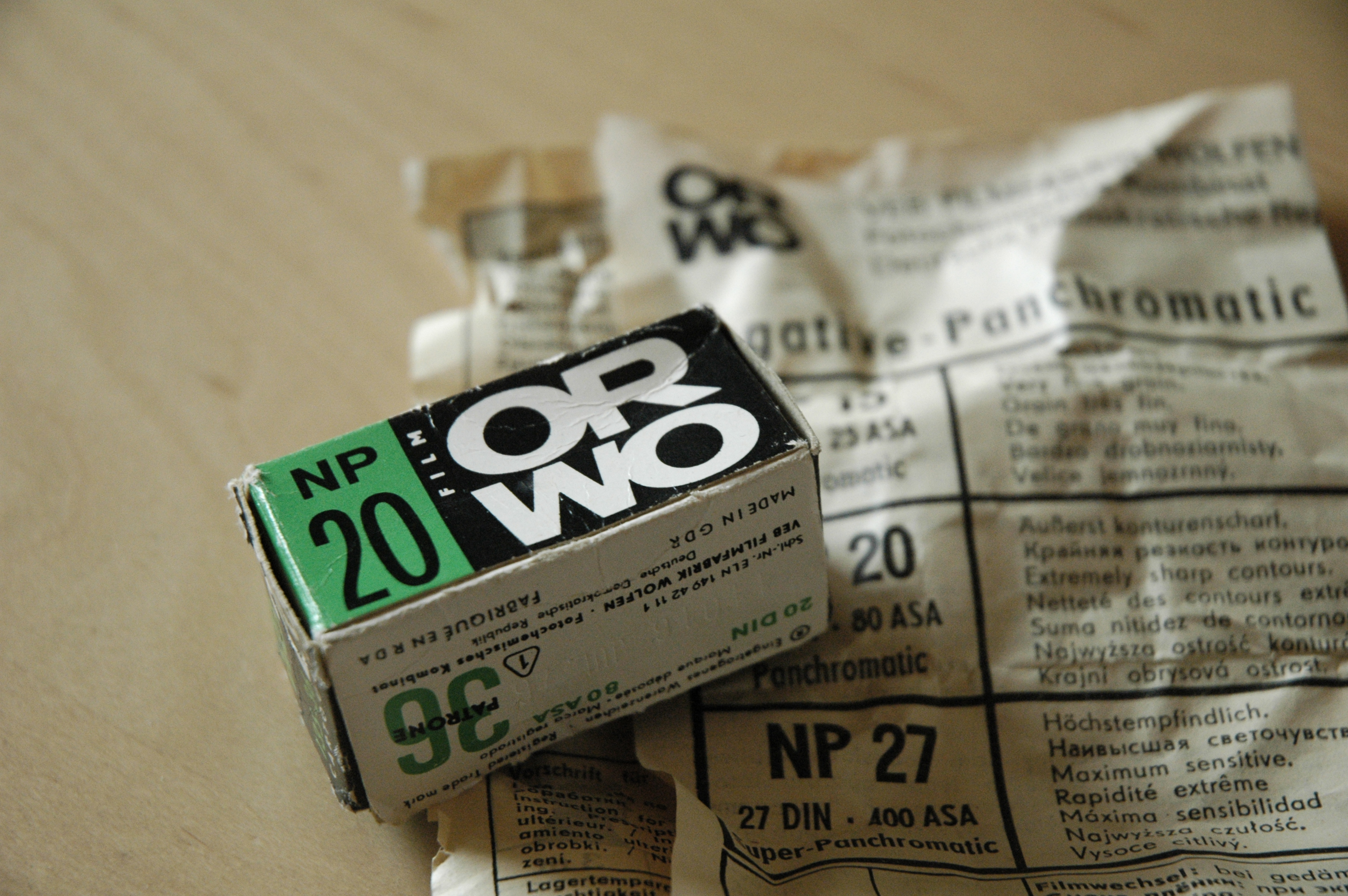
ORWO NP 20 (<1980s)
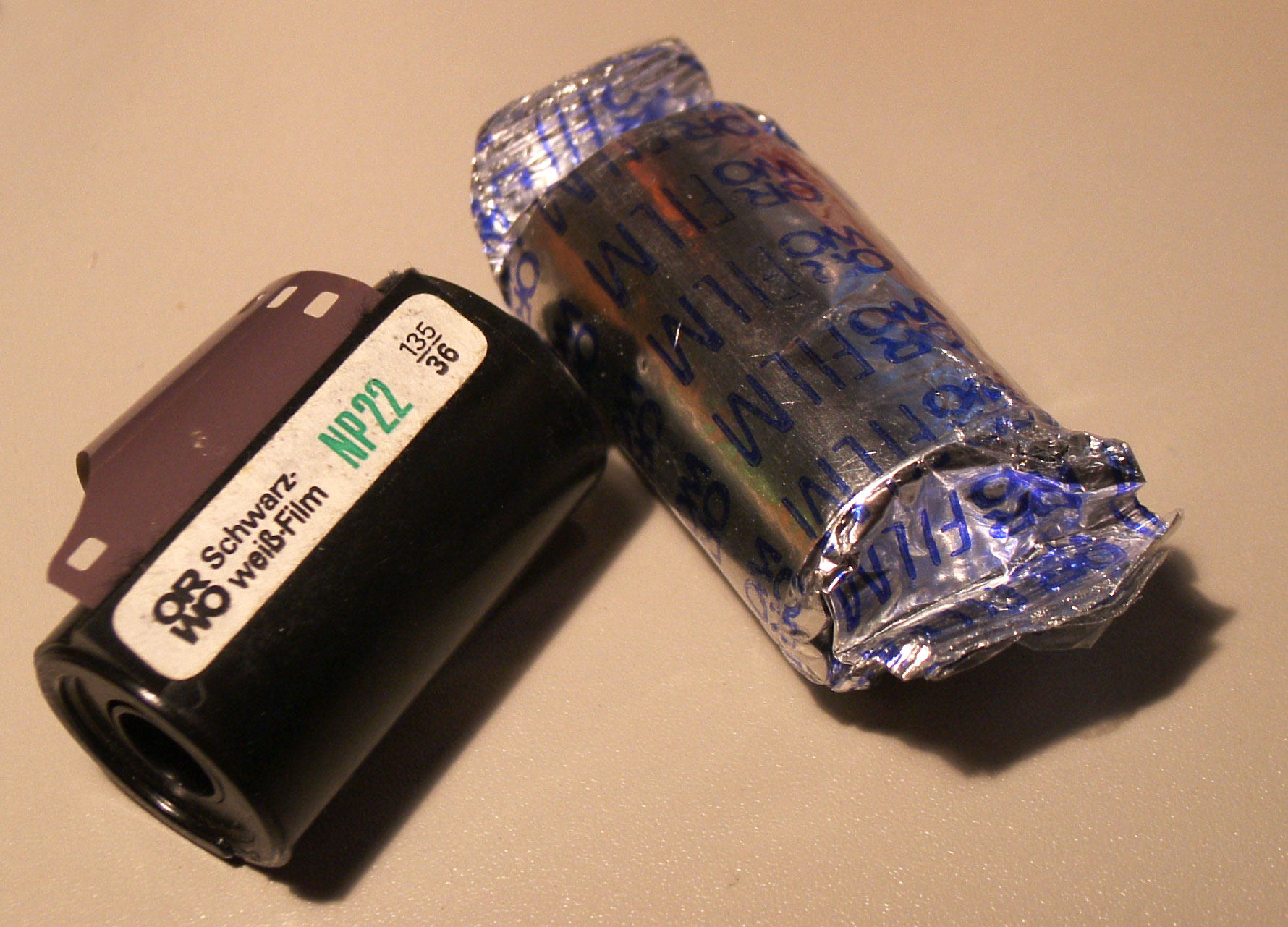
ORWO NP22 (<1990)
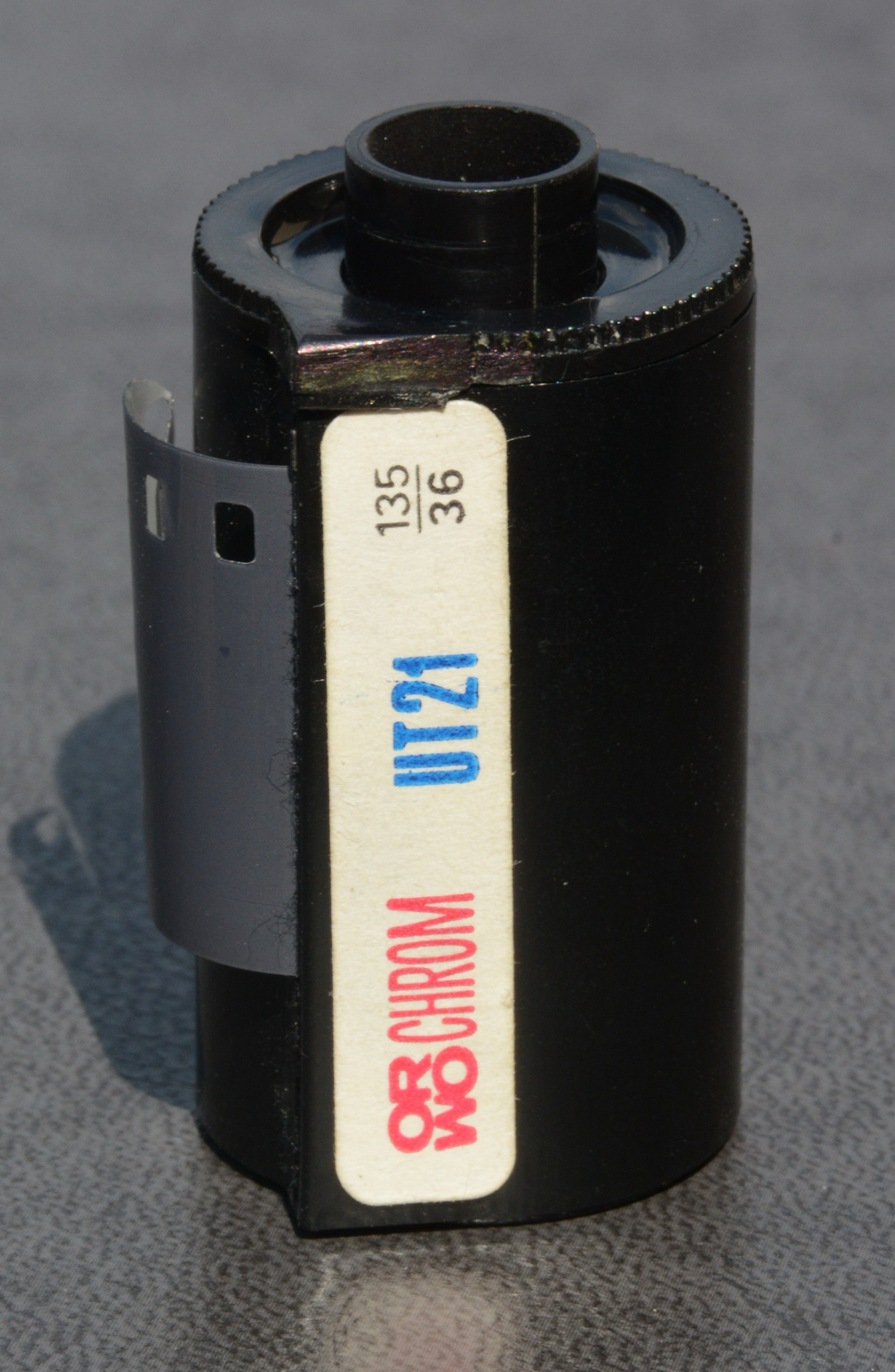
ORWO CHROM UT21 - 135 film (<1990)
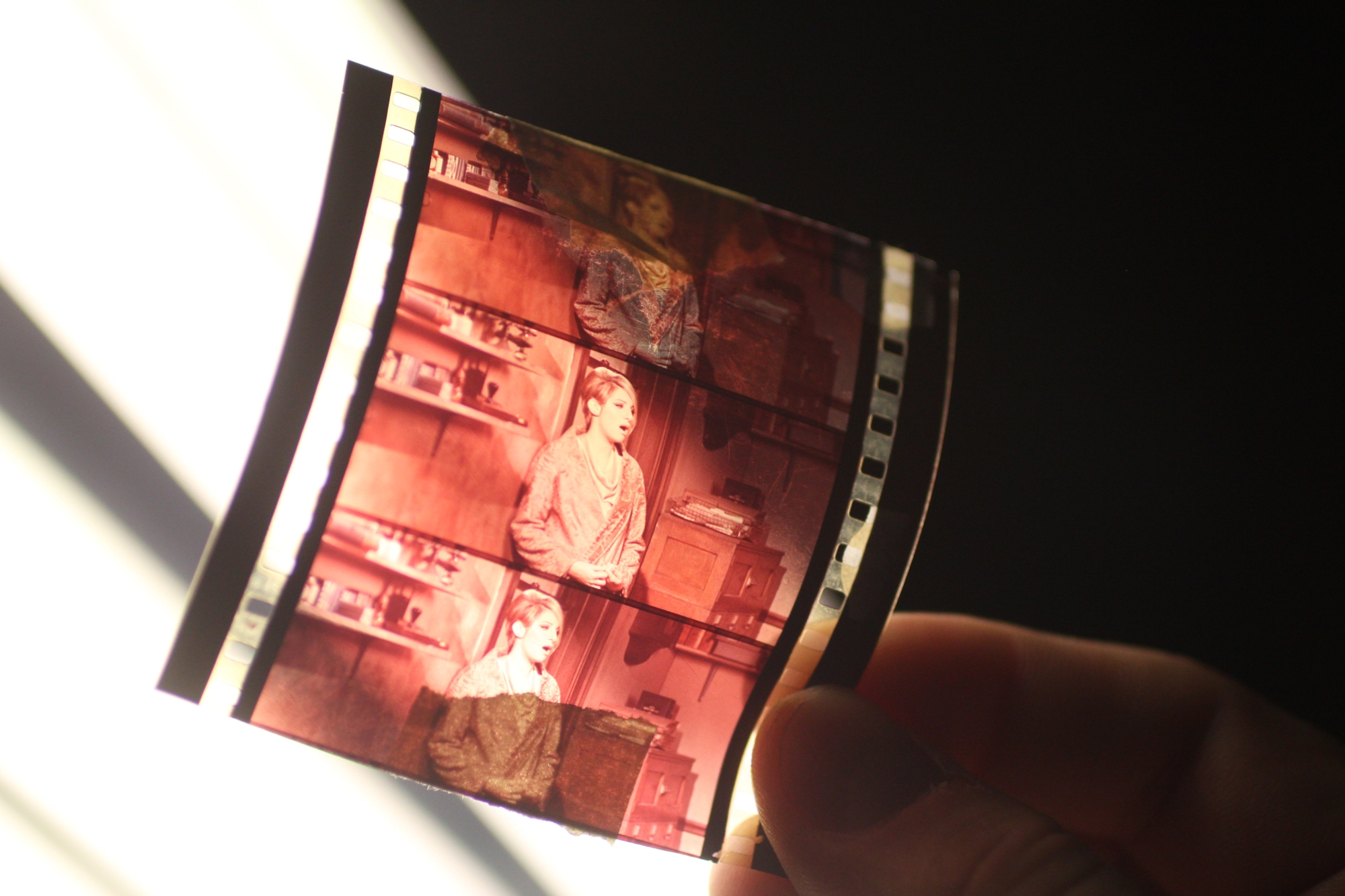
Perforated ORWO film (70 mm) USSR (<1990)
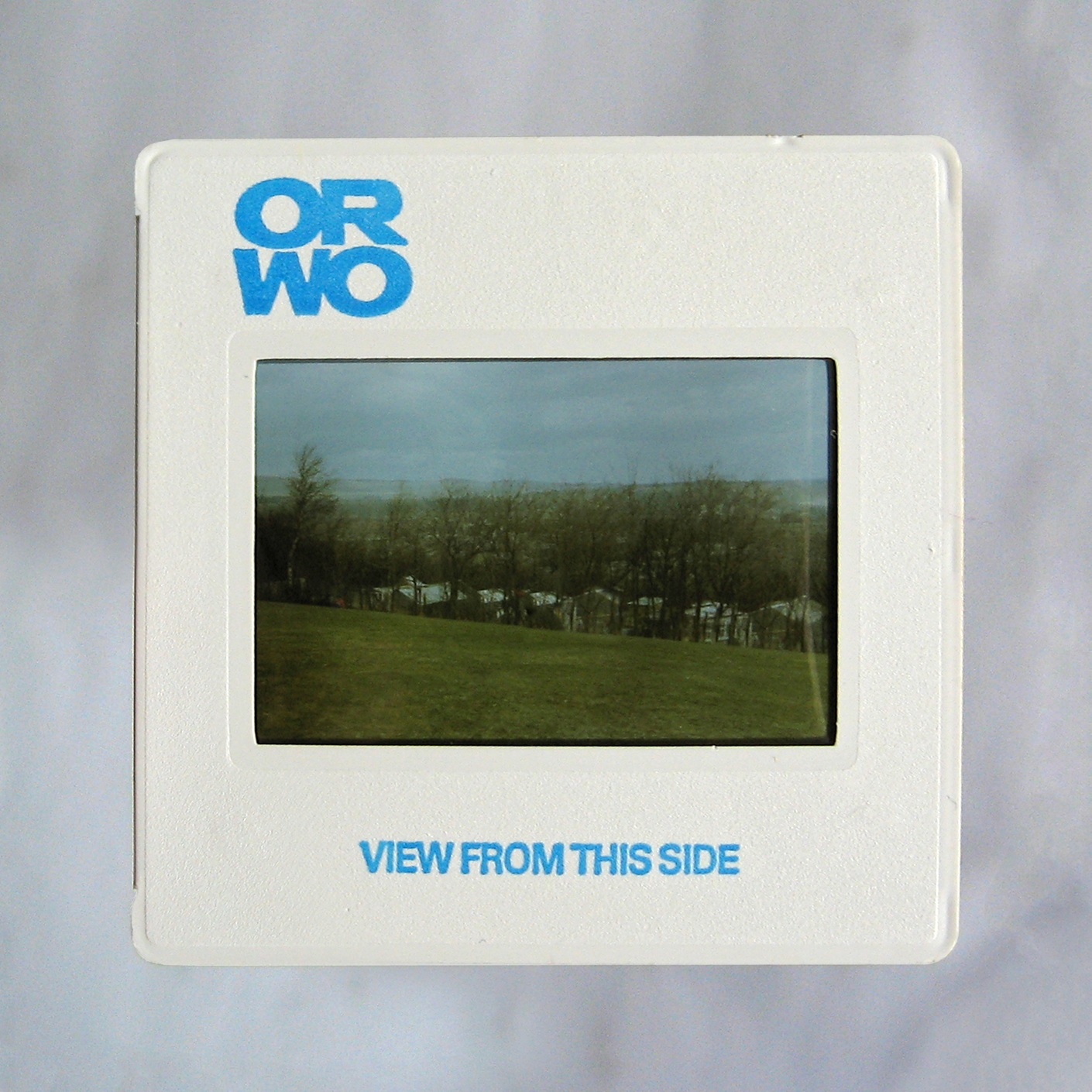
1980s ORWO CHROM (<1990)
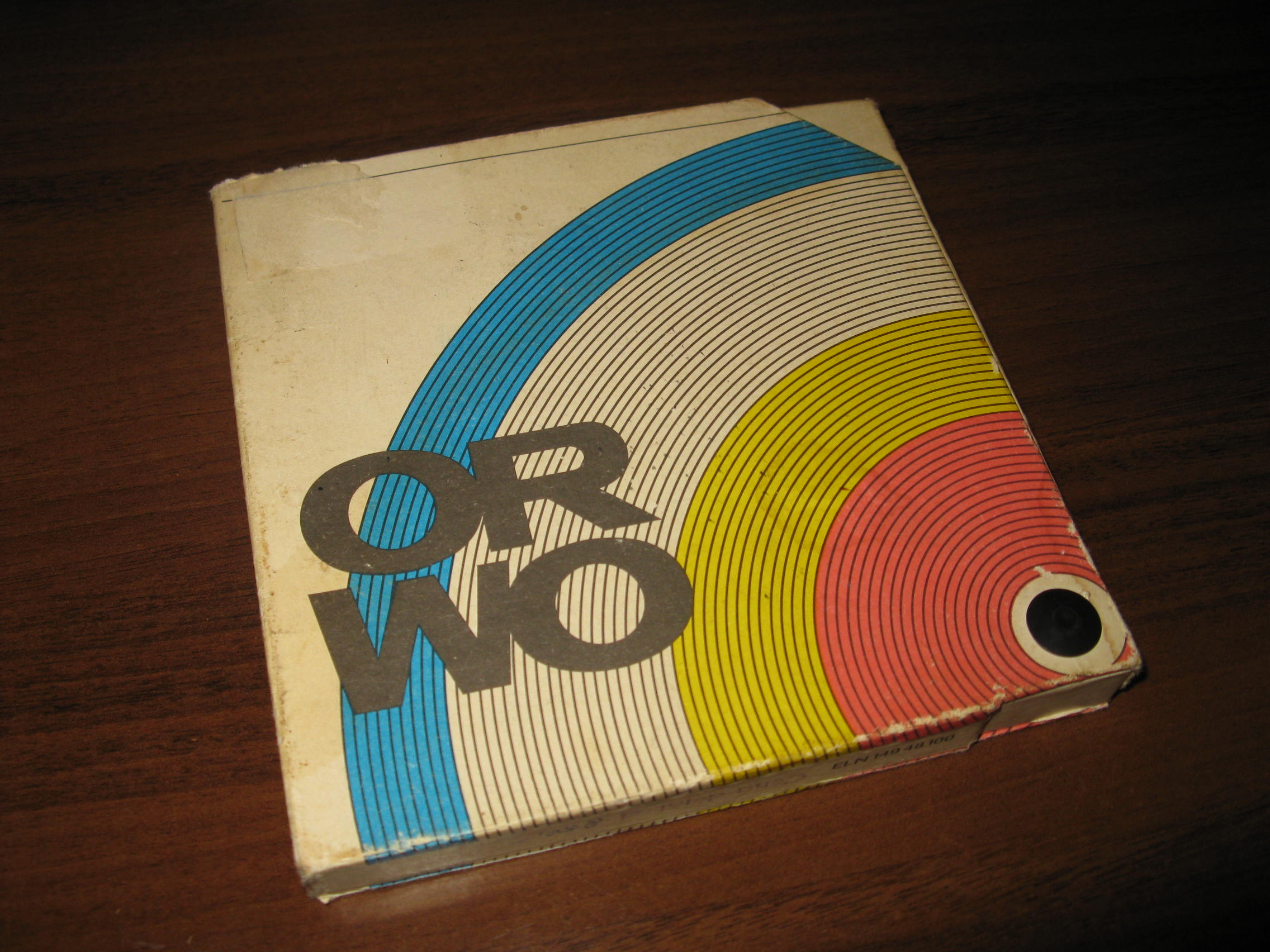
Magnetic rullband (<1990)
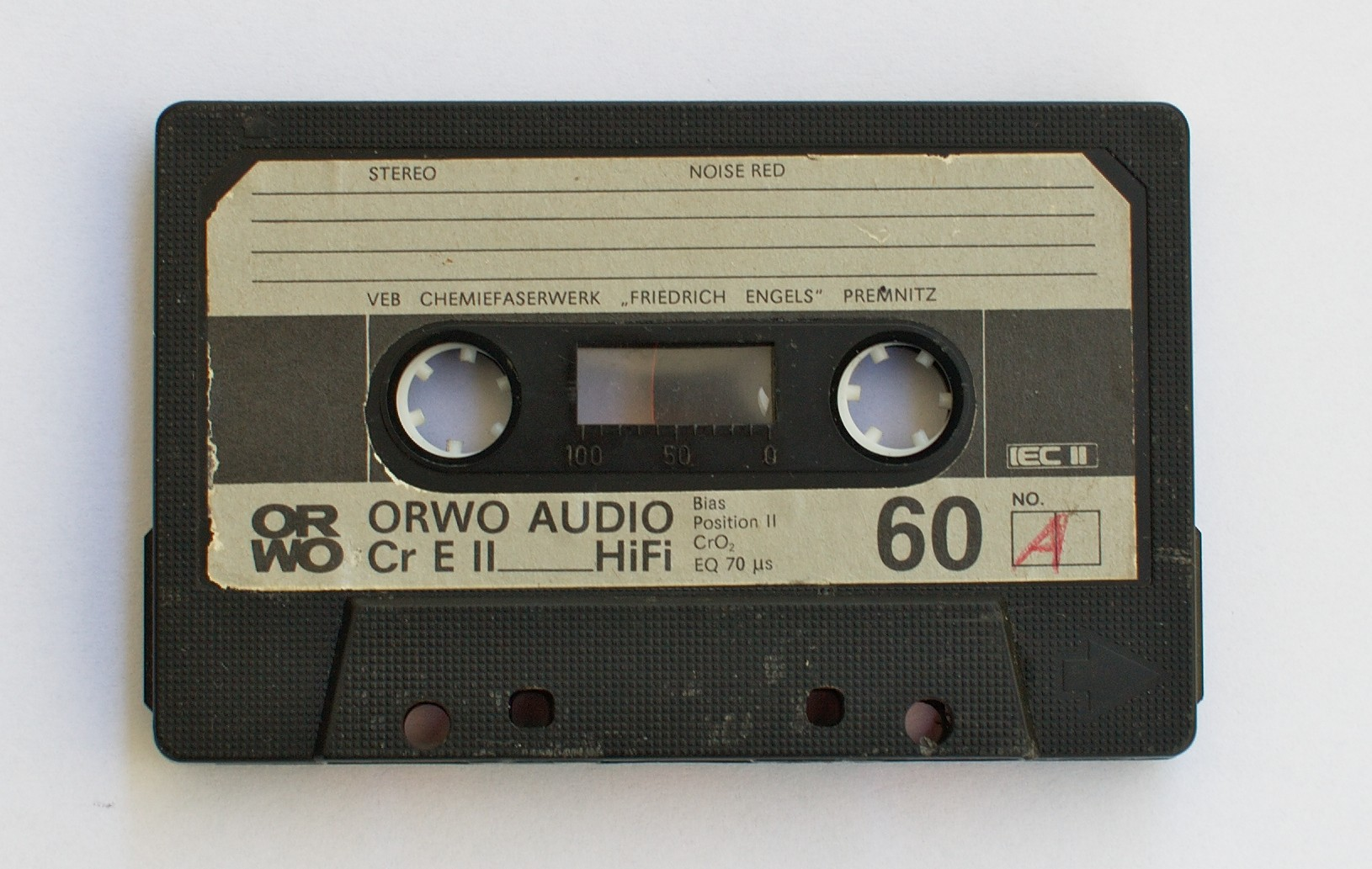
ORWO Audio Cassette(<1990)
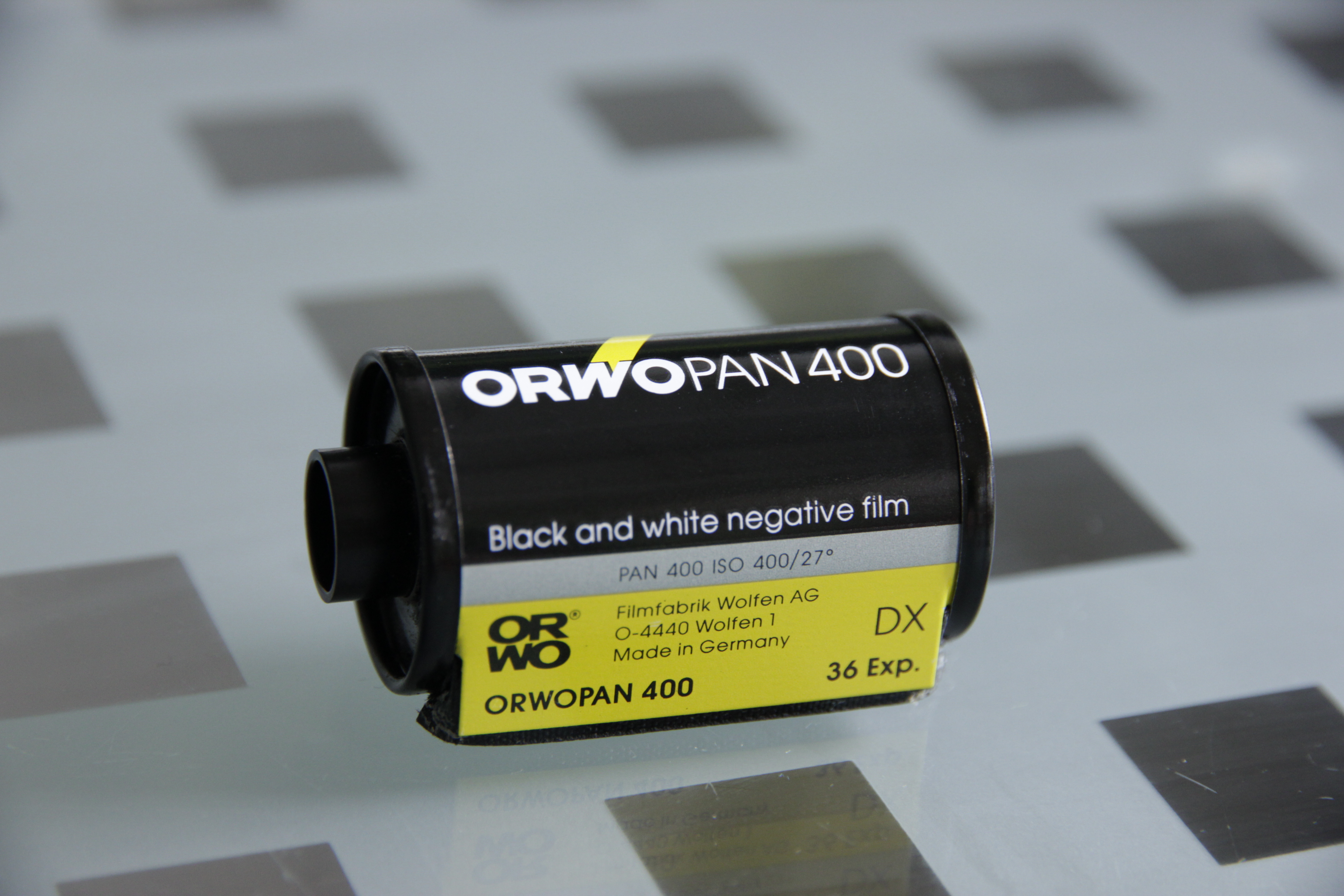
ORWO PAN 400 (< 1994)
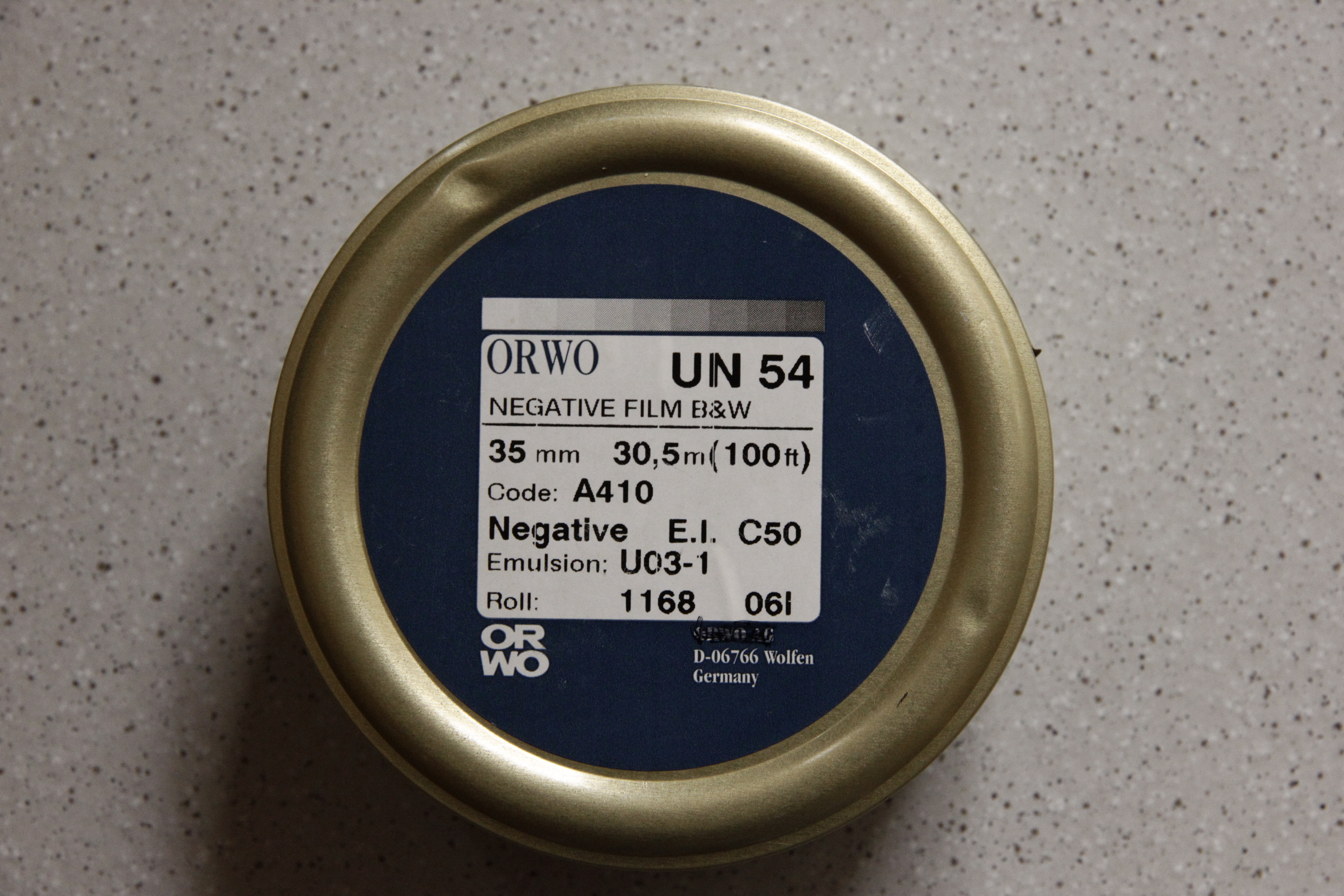
ORWO UN 54 in 30,5m / 100ft can (ORWO FilmoTec GmbH,2016)